# Pasquale Fosca
Pasquale Fosca (Sora, 1º aprile 1852 – S. Paolo del Brasile, 28 maggio 1928) è stato uno scultore italiano.

## Biografia
Nato secondo alcuni il 20 agosto 1852, invece che il 1º aprile, si trasferì a Napoli con la famiglia nel 1860, seguendo il padre, maestro ebanista in cerca di lavoro. Altro motivo del trasferimento parrebbe essere il giuramento che il severo vescovo Giuseppe Montieri ottenne dal padre di non mandare più alla scuola del paese il piccolo e discolo Pasquale. Ancora semi-analfabeta a tredici-quattordici anni, cominciò a frequentare con profitto la Scuola Ginnastico-Militare che aveva sede in uno dei locali dello stesso ex convento di San Domenico Maggiore dove abitava con la sua famiglia. Divenne istruttore militare dei suoi coetanei a quindici anni e sembrava destinato alla vita militare, quando al tempo della partenza fu colto da un'infermità che glielo impedì. Si iscrisse così al corso di studi serali di disegno presso l’istituto delle Belle Arti in data 8 settembre 1872, scuola che condivideva i propri locali con il primo istituto frequentato. Iniziò quindi i corsi di gessi e di scultura facendo rapidi progressi, ed ebbe come compagno, fra gli altri, Vincenzo Gemito.
Appena ventenne, espose per la prima volta alla mostra promotrice napoletana (1872) la scultura "Uno sguardo compassionevole" con la quale iniziò la sua carriera. A venticinque anni la sua salute era alquanto deteriorata a causa di un'otite mal curata e da quattro anni soffriva di osteomielite nella porzione petrosa del temporale sinistro (forse la causa della rinuncia alla carriera militare). Iniziò un trattamento a base di acque termali a Casamicciola. Nel 1878 ottenne il primo premio all’Esposizione presso Palazzo Siracusa a Napoli e questo lo consacrò definitivamente quale artista di alto livello. Il suo studio napoletano si trovava in via Pace (oggi via Domenico Morelli) al palazzo Nunziante presso il quale realizzò il busto bronzeo del pittore Peter Severin Krøyer (1851-1909), conosciuto a Sora, cui trasmise i primi rudimenti della scultura e col quale rimase in contatto epistolare per quasi trentanni. Visse poi a Roma, Parigi, Londra, Madrid, si trasferì successivamente in Sud America, dove si stabilì per quindici anni a Buenos Aires in Argentina per trasferirsi poi a San Paolo del Brasile dove morì suicida all'età di settantasette anni.

## Opere
Tra le numerose opere da lui realizzate ricordiamo: a Sora i busti in bronzo del Cardinale Cesare Baronio, di Amedeo Carnevale, un bronzo di San Giuseppe col Bimbo per l‘ospedale della città (andato disperso) e il busto di Vincenzo Simoncelli, i busti di Giuseppe Garibaldi realizzato per la Camera di Commercio di Londra, Il busto di Vittorio Emanuele III che fu realizzato per aver vinto il relativo concorso ed acquistato dal Comune di Torino mentre una copia si conserva al Quirinale, e su commissione di Leone XIII, una statua di S. Francesco d’Assisi, a Parigi il busto di Auguste Dutuit (famoso collezionista francese), a Madrid il busto di Re Alfonso, a Buenos Aires il busto del presidente Miguel Ángel Juárez Celman; a S. Paolo del Brasile il busto del Presidente Francisco de Paula Rodrigues Alves. Infine un San Bartolomeo, una Madonna delle Grazie, e la statua della “Mater Redemptoris” che, dalla chiesa di Santa Cecilia, fu trasferito nella nuova Cattedrale metropolitana di San Paolo (Brasile). Noti inoltre i bassorilievi raffiguranti Vittorio Emanuele III e di papa Leone XIII.
Molte altre opere sono conservate in collezioni pubbliche e private in Italia e nel mondo. Tra queste: “Il vecchietto di Sora” opera in bronzo di 38.5 cm, conservata nello Skagens Museum di Copenaghen (Danimarca); Al Musée des Beaux Arts de Paris, Parigi (Francia) al Petit Palais Collezione Dutuit, è esposto un busto di bronzo del 1884 raffigurante Auguste Dutuit (1812-1902).

## Mostre
Dal 1873 i suoi lavori sono apparsi in diverse Mostre Nazionali e Internazionali ed in molte edizioni delle Mostre Promotrici della Società Promotrice di Belle Arti “Salvator Rosa” di Napoli: 
- 1876: “Il vizio” (creta) acquistato dalla Provincia di Napoli;
- 1879: “Testa di un vecchio marinaro d'Ischia” (terra cotta), acquistata dalla Società e toccò alla Provincia di Napoli,
- 1884, Tudina (terra cotta patinata) acquistato da S. M. il Re Umberto I;
- 1885: “Cecilia tipo sorano” (marmo); acquistati dalla Società e toccò al Duca di Noia Sant’ Elia; “Cecilia” (riproduzione in bronzo) comperata dal Principe di Sepino;
- 1886: “Mulier” (bronzo), fu acquistato dalla Società e toccò al Cavalier Diego Calcagno;
- 1887, “Busto di donna” (bronzo), acquistato dal sig. Federico Carelli, “Canefora” (bronzo), dal Marchese Berlingieri e “Bustino” (bronzo) dal sig. Giuseppe Lops.

Ha preso parte inoltre alle seguenti Esposizioni: 
- 1877 — Esposizione Nazionale di Belle Arti, Napoli “Attitudine naturale e necessità”: “Trovatello” (statua in gesso);
- 1884 — Esposizione Generale Italiana, Torino: “Contadino di Sora” e “Contadina di Napoli” (Teste in marmo), “Martino saggia il vino” (statuetta in bronzo);
- 1887 — Esposizione Nazionale Artistica, Venezia: “Ruggiero Bonghi” e “Busto di donna” “Tudina”, “Vecchietto”, “Canefora”, “Garibaldi”;
- 1888 — Esposizione Italiana, Londra: “figura in bronzo”, “Busto di Garibaldi”, “Nella casa pubblica”, “Busto di bronzo”, “Figura”, “Figura di santo”,
- 1895-96 – LXVI Esposizione Nazionale di Belle Arti della Società Amatori e Cultori di Belle Arti, Roma: “Canefora” (Statuetta in bronzo), “Argentino” (testa in bronzo);
- 1902 — Prima Esposizione Quadriennale, Torino. Arte Decorativa Moderna: “Vecchietto” (Bronzo);
- 1903 — LXXIII Esposizione Internazionale di Belle Arti della Società Amatori e Cultori di Belle Arti, Roma: “Busto di S. M. il Re Vittorio Emanuele III”, “Ritratto”.

## Onorificenze
Croce di cavaliere dell’Ordine della Corona d’Italia